# Haus Heithoff

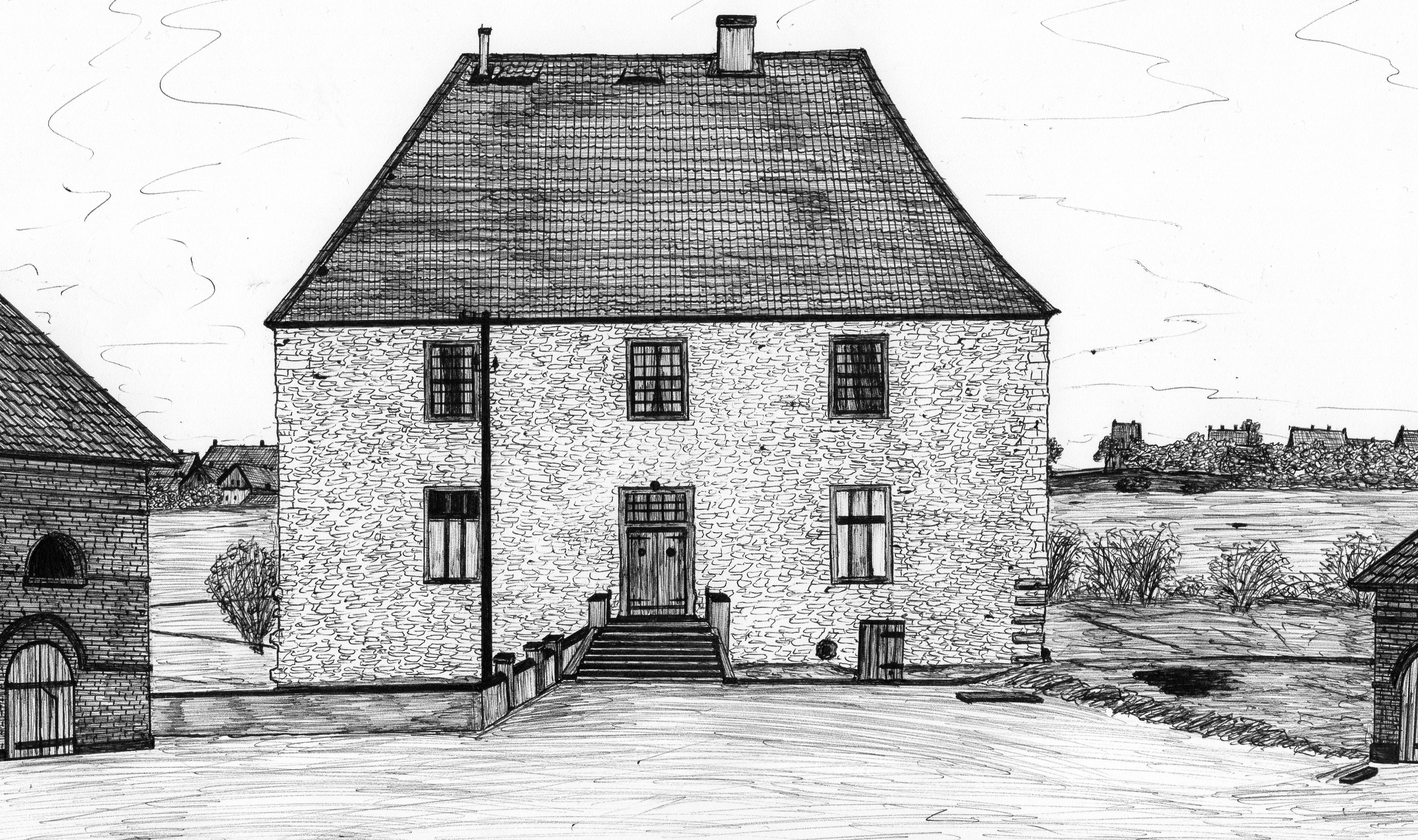
Haus Heithoff mit Blick auf den Haupteingang (um 1922)

Haus Heithoff (auch Haus Heidhoff genannt) war eine kleine Wasserburg im Emschertal. Sie lag im heutigen Dortmunder Stadtteil Schüren und war ein ehemaliges Rittergut. Der Name leitet sich aus dem mit Heide bewachsenen Standort des Hauses, der Schürener Heide, her. Haus Heithoff diente der Befestigung der Grenze zwischen Dortmund und der Grafschaft Mark.

## Geschichte
Im Jahre 1302 wurde die Wasserburg erstmals unter dem Namen Haus zu Schüren, später Haus Heithoff erwähnt. Eigentümer des Anwesens war zu dieser Zeit der Ritter Heinrich von Apelderbecke. Die Besitzer des Wasserschlosses wechselten ständig. So war der nächste Besitzer Herr von Altena und bis 1430 die Ritterfamilie Voss, die auch das benachbarte Wasserschloss Haus Rodenberg in Aplerbeck bewohnten. Von 1430 bis 1643 war die Ritterfamilie Werminkhusen Besitzer des Wasserschlosses und von 1643 bis 1725 die Familie von Ascheberg. Bis 1784 waren Karl von Kotze und seine Frau, eine geborene von Ascheberg, die nächsten Bewohner. Dieser verkaufte es dann an die von Plettenberg, die es bis zum Jahr 1805 besaßen. Als Nächstes erwarb der Landwirt Johann Heinrich Petersmann das Anwesen. Durch Erbschaft ging die Wasserburg auf Paul Linnigmann über. Nach dessen Tod heiratete seine Witwe Gertrud Linnigmann in zweiter Ehe den Bauern Wilhelm Pälcken. Bis zum Jahre 1958 war die Familie Pälcken Besitzer des Anwesens. Dann wurde das Anwesen an die Stadt Dortmund verkauft.

## Bauweise

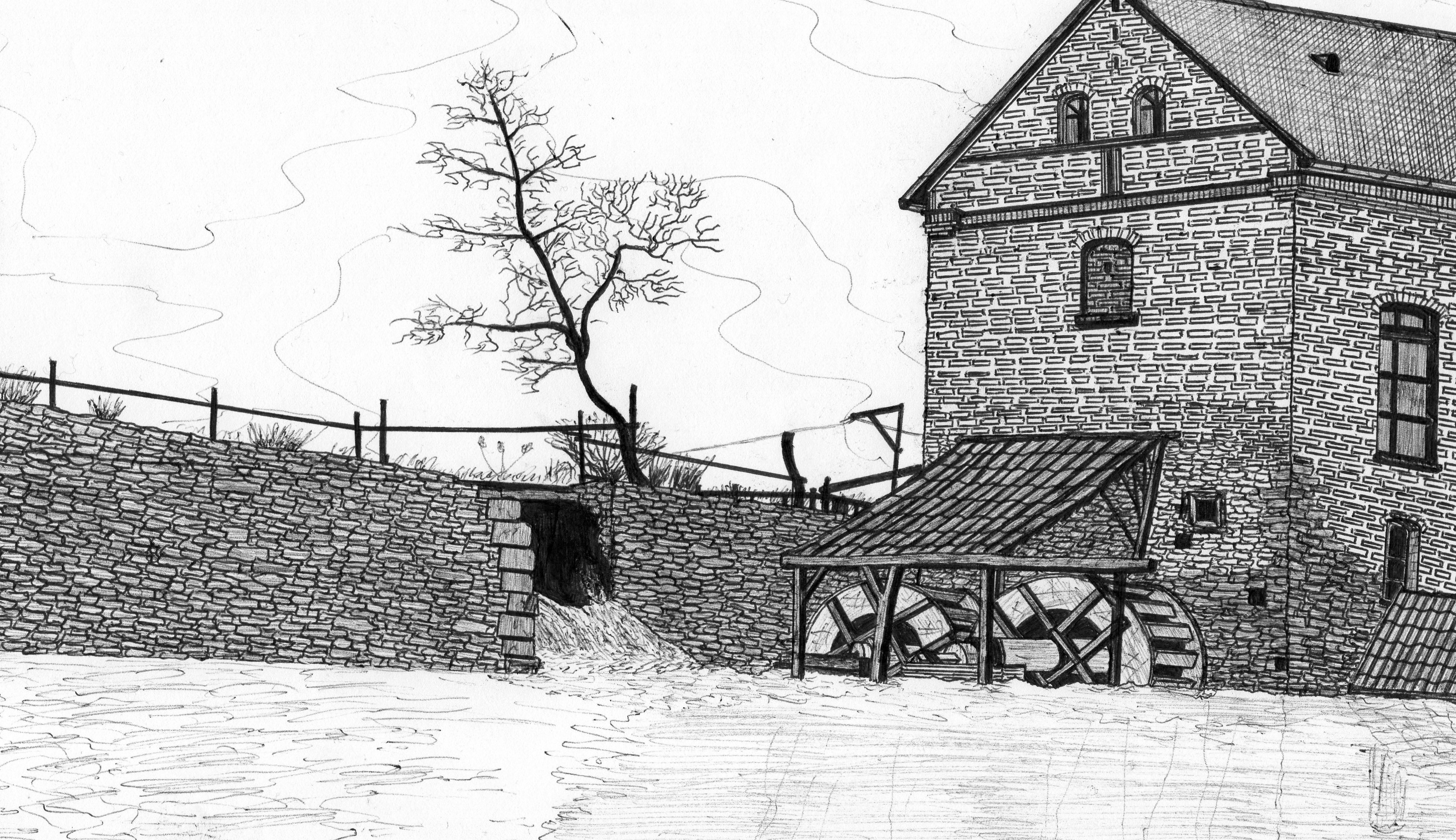
Die zweirädrige Wassermühle des Hauses Heithoff wurde 1972 abgerissen.

Das Wasserschloss war ein wuchtiger Bau aus dicken Sandsteinmauern. Die Steine kamen aus dem in der Nähe liegenden Steinbruch Schüren. Von der einstigen Wasserburg war nur ein rechteckiger Bau, die sogenannte Vorburg geblieben. Das Wasserschloss Heithoff wurde im Laufe der Jahrhunderte immer wieder umgebaut und verändert. Ursprünglich hatte es sogar eine Kapelle gegeben, die dem heiligen Antonius geweiht war und später verfiel. In der Hörder Burg finden sich vier zerbrochene Steine, die sich zu einer Rosette zusammensetzen lassen und aus der ehemaligen Kapelle stammen. Im 17. Jahrhundert entstand die Wasserburg in ihrer letzten Form, ein Bau mit massiven Sandsteinmauern und umgebener Gräfte, die von der Emscher gespeist wurde. Erreichbar war das Gebäude nur durch eine Freitreppe und eine Zugbrücke. Ebenfalls besaß das Wasserschloss mehrere aus gebrannten Ziegeln errichtete Wirtschaftsgebäude und eine Wassermühle, die von der Emscher angetrieben wurde. Da der Eigenbesitz von Haus Heithoff um 1800 nur etwa 7 ha Ackerland umfasste sowie einige abhängige Kötter, waren die Einnahmen durch die von der Wassermühle betrieben Korn- und Ölmühle für die Herren von Haus Heithoff wichtig. 1958 wurde die Stadt Dortmund Eigentümerin von Haus Heithoff. Zu diesem Zeitpunkt standen das Gutshaus sowie eine Scheune und die Wassermühle. Bei einer Begehung wurde festgestellt, dass der Keller nicht nutzbar war, da Wasser aus der Emscher etwa 15 cm hoch im Keller stand. Auch die Wände im Erdgeschoss waren sehr feucht. Im Gutshaus wohnten vier Familien. Jeweils zwei im Erdgeschoss und zwei im Obergeschoss. Der einzige Zugang führte über die Gräfte des Hauses. Im Jahre 1972 wurden die Wassermühle und die Wirtschaftsgebäude abgerissen und 1973 auch die Wasserburg. Bei den Abbrucharbeiten wurden Reste von Fensterrosetten, Pfeilern und Gesimsen geborgen und ins Hörder Phönix-Gymnasium verbracht. Heute befindet sich an der Stelle des ehemaligen Wasserschlosses der zweite Schürener Sportplatz.